# Spangle
Spangle és una població dels Estats Units a l'estat de Washington. Segons el cens del 2000 tenia 240 habitants.

## Demografia
Segons el cens del 2000, Spangle tenia 240 habitants, 99 habitatges, i 66 famílies. La densitat de població era de 243,9 habitants per km².
Dels 99 habitatges en un 31,3% hi vivien nens de menys de 18 anys, en un 50,5% hi vivien parelles casades, en un 11,1% dones solteres, i en un 33,3% no eren unitats familiars. En el 27,3% dels habitatges hi vivien persones soles l'11,1% de les quals corresponia a persones de 65 anys o més que vivien soles. El nombre mitjà de persones vivint en cada habitatge era de 2,42 i el nombre mitjà de persones que vivien en cada família era de 2,94.
Per edats la població es repartia de la següent manera: un 25,4% tenia menys de 18 anys, un 8,8% entre 18 i 24, un 26,7% entre 25 i 44, un 24,2% de 45 a 60 i un 15% 65 anys o més.
L'edat mediana era de 35 anys. Per cada 100 dones de 18 o més anys hi havia 110,6 homes.
La renda mediana per habitatge era de 38.393 $ i la renda mediana per família de 40.556 $. Els homes tenien una renda mediana de 31.071 $ mentre que les dones 26.250 $. La renda per capita de la població era de 17.128 $. Aproximadament el 10,3% de les famílies i el 18,8% de la població estaven per davall del llindar de pobresa.

## Poblacions més properes
El següent diagrama mostra les poblacions més properes.